# Association for Vertical Farming
Association for Vertical Farming, zkratka AVF (česky Sdružení pro vertikální zemědělství) je přední světová nezisková organizace, která umožňuje mezinárodní výměnu a spolupráci na podporu Vertikálního zemědělství čili zemědělství ve městech.

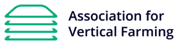
Logo AVF

AVF byla založena v Mnichově v Německu dne 18. července 2013 a začala shromažďováním údajů k mapování městských farem po celém světě a vytvořením společného slovníku na podporu organizace tohoto odvětví a zároveň usnadnili pochopení komplexních metod pěstování pro nováčky v tomto oboru.
AVF pořádá summity, workshopy, a informační dny a spolupracuje s dalšími organizacemi po celém světě.

## Časová osa
| datum                  | událost |
| ---------------------- | --- |
| 2019, květen           | Pátý summit AVF v Oslu, Norsko |
| 2018, září             | Čtvrtý summit AVF v Hongkongu |
| 2017, září             | Třetí summit AVF ve spojení s zemědělským summitem University of District of Columbia ve Washingtonu D.C.                         |
| 2016, 13. června       | Druhý summit AVF v Amsterdamu |
| 2015, 9. – 10. května  | První summit AVF v Pekingu |
| 2014, 5. – 6. prosince | První workshop Collaborative Design v New Yorku                                                                                   |
| 2014 září              | První slovník vertikálního zemědělství byl vydán veřejně                                                                          |
| 2014, 8. července      | První informace o vertikálním zemědělství v Mnichově                                                                              |
| 2014 březen            | AVF spustila novou webovou stránku s interaktivní online mapou zobrazující více než 150 míst vertikálního a městského zemědělství |
| 2013 18. července      | Založení AVF v Mnichově |